# Ligneové

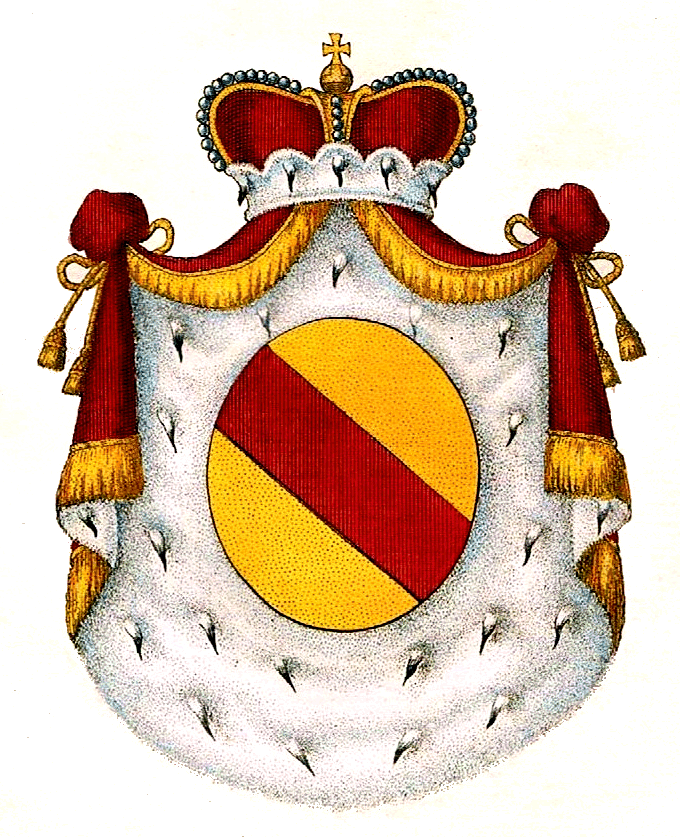
Erb knížat z Ligne

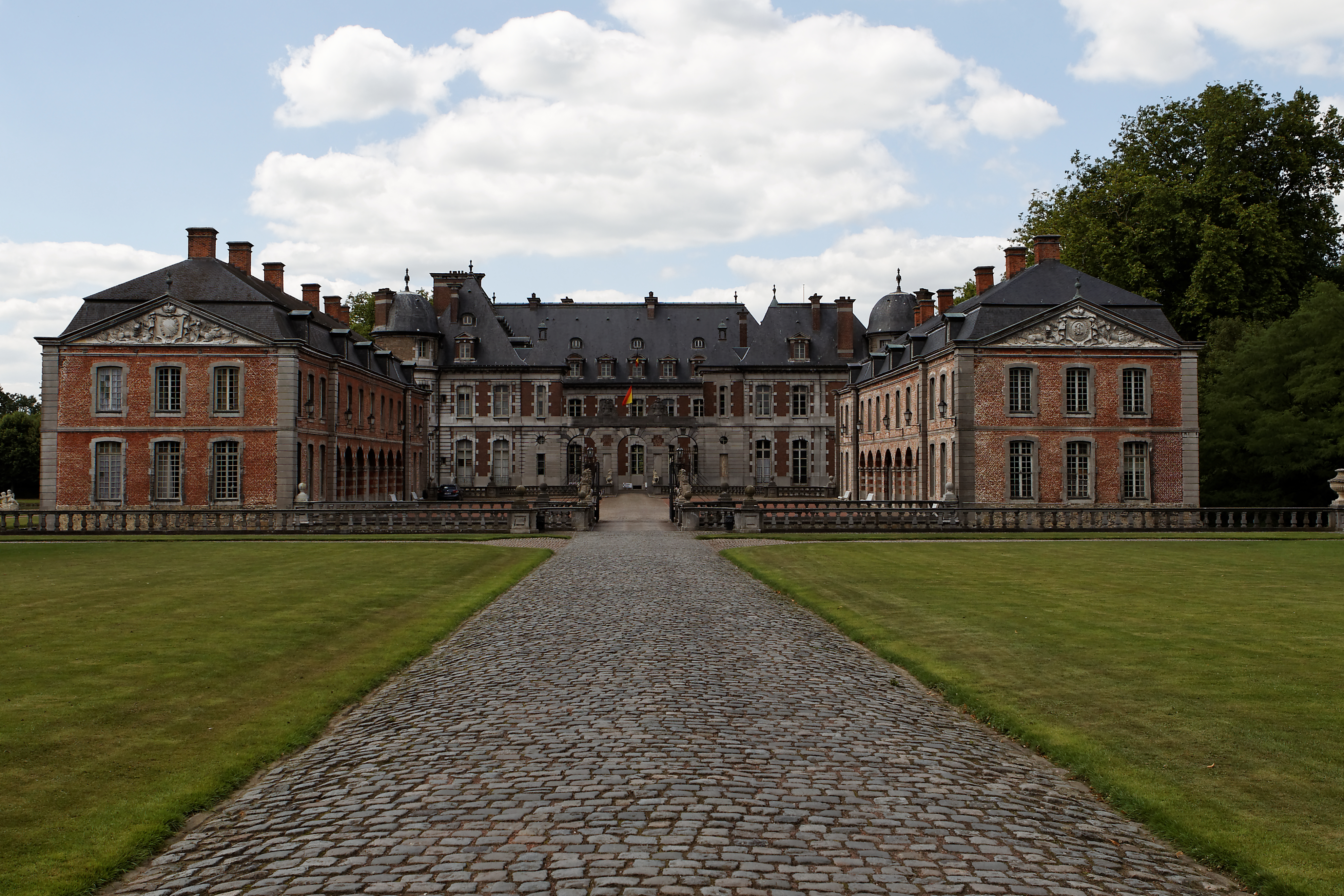
Zámek Belœil, Hainaut; rezidence knížat z Ligne

Ligneové (de Ligne) je knížecí rod z Belgie. Jeho počátky jsou v 11. století, kdy rodina místního panstva přijala název své oblasti Ligne. Od roku 1020 jim patřilo panství Belœil. Páni z Ligne byli stoupenci hainautských hrabat a účastnili se různých křížových výprav. Gautier de Ligne a Flastre de Ligne bojovali v roce 1214 proti francouzskému králi v bitvě u Bouvines, a poté se museli vykoupit ze zajetí. V 12. století byli Ligneové povýšeni na barony. Povýšení do řad vysoké šlechty následovalo v 16. století - stali se hrabaty z Fauquembergu a knížaty z Épinoy. Poté, co vymřela hrabata z Arenberku po meči, založil Jan z Ligne v roce 1547 sňatkem s Markétou Markovou-Arenbergovou takzvaný Třetí rod Arenberků (druhý rod vznikl z rodu Marků, když původní Arenbergové vymřeli).
V roce 1543 byl Jacob de Ligne, vyslanec Karla V. u papeže, povýšen na říšského hraběte. Prostřednictvím jeho manželky Marie přešly do majetku Ligneů majetky pánů z Wassenaeru, Valkenburgu a Vorburgu. Lamoral I. de Ligne (1563–1624) z hlavní linie byl jmenován knížetem (princem) z Ligne a říšským knížetem. S titulem však nebylo spojeno žádné říšské panství. Rodina Ligneů zůstala během osmdesátileté války katolická a byla loajální vůči Habsburkům. V roce 1634 zdědila po rodu Melun-Epinoy panství Antoing, které - stejně jako Beloeil - zůstalo majetkem rodu Ligneů až do dnešního dne. Claude Lamoral I. byl místokrálem na Sicílii a milánským guvernérem, než duševně onemocněl. Claude Lamoral II. byl císařský polní maršál. Nejznámějším členem rodiny byl důstojník a diplomat Charles Joseph de Ligne. V roce 1786 byl tento princ, který se přátelil s císařem, díky vlastnictví hrabství Fagnolles přijat do Dolnoporýnského a vestfálského kolegia říšských hrabat (a tedy do říšských stavů) a v roce 1803 obdržel jako náhradu za vyvlastnění kláštera Edelstetten dokonce i virilní hlas, který však zase ztratil roku 1804 prodejem knížeti Esterházymu.
Po belgické revoluci v roce 1830 dostal Eugène de Ligne nabídku královské koruny, ale odmítl. Kníže z Ligne má v Belgii právo v královském sídle vstupovat do Modrého salonu, s čímž je spojeno privilegium pronominálního oslovování členů královské rodiny. Kromě titulu Prince de Ligne (kníže z Ligne) je hlava rodu také držitelem titulů knížete z Amblise a Épinoy a španělského granda.

## Lidé

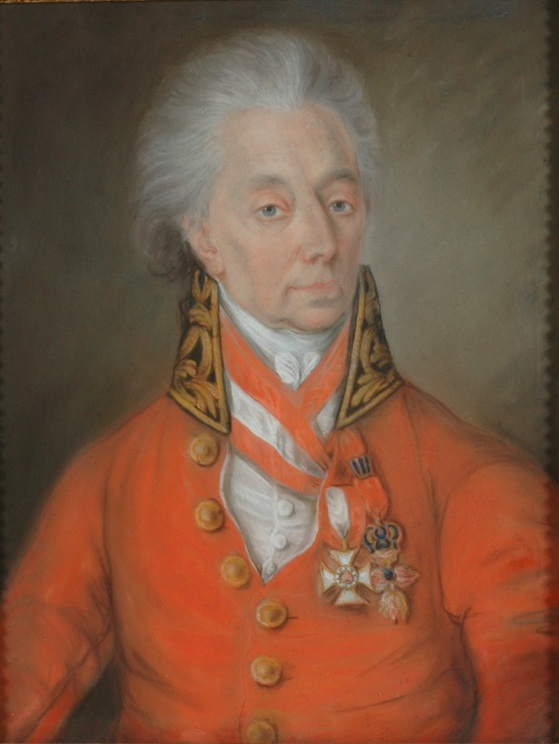
Charles-Joseph von Ligne (1735–1814), rakouský polní maršál, diplomat a spisovatel

- Jan Ligne (1525–1568), císařský hrabě z Arenbergu ∞ Markéta Marková-Arenbergová
- Lamoral I. de Ligne (1563–1624), říšský kníže a 1. kníže z Ligne, diplomat ∞ Marie de Melun
  - Ernestina (1594-1668)
- Albert Henri (1615–1641), 2. kníže z Ligne ∞ Claire-Marie z Nassau-Siegenu
- Claude Lamoral I. (1618–1679), 3. kníže z Ligne ∞ Claire-Marie z Nassau-Siegenu
- Henri Louis Ernest (1644–1702), 4. kníže z Ligne
- Antoine Joseph Ghislain (1682–1750), 5. kníže z Ligne
- Claude Lamoral II. (1685–1766), 6. kníže z Ligne ∞ Elisabeth Alexandrine Salmová
- Charles Joseph (1735–1814), 7. kníže z Ligne, důstojník a diplomat v rakouských službách ∞ Françoise Marie Xavière z Liechtensteinu
- Eugène (1804-1880), 8. kníže z Ligne ∞ Mélanie de Conflans
- Louis (1854-1918), 9. kníže z Ligne ∞ Elisabeth de La Rochefoucauld- Doudeauville
- Ernest (1857-1937), 10. kníže z Ligne ∞ Diane de Cossé-Brissac
- Eugène II. (1893–1960), 11. kníže z Ligne ∞ Philippine de Noailles
- Baudouin (1918–1985), 12. kníže z Ligne ∞ Monique de Bousies
- Antoine (1925–2005), 13. kníže z Ligne ∞ Alix Lucemburská-Bourbonská-Parmská
- Michel (* 1951), 14. kníže z Ligne ∞ Eleonora d'Orléans e Bragança

Rodinný znak Ligneů

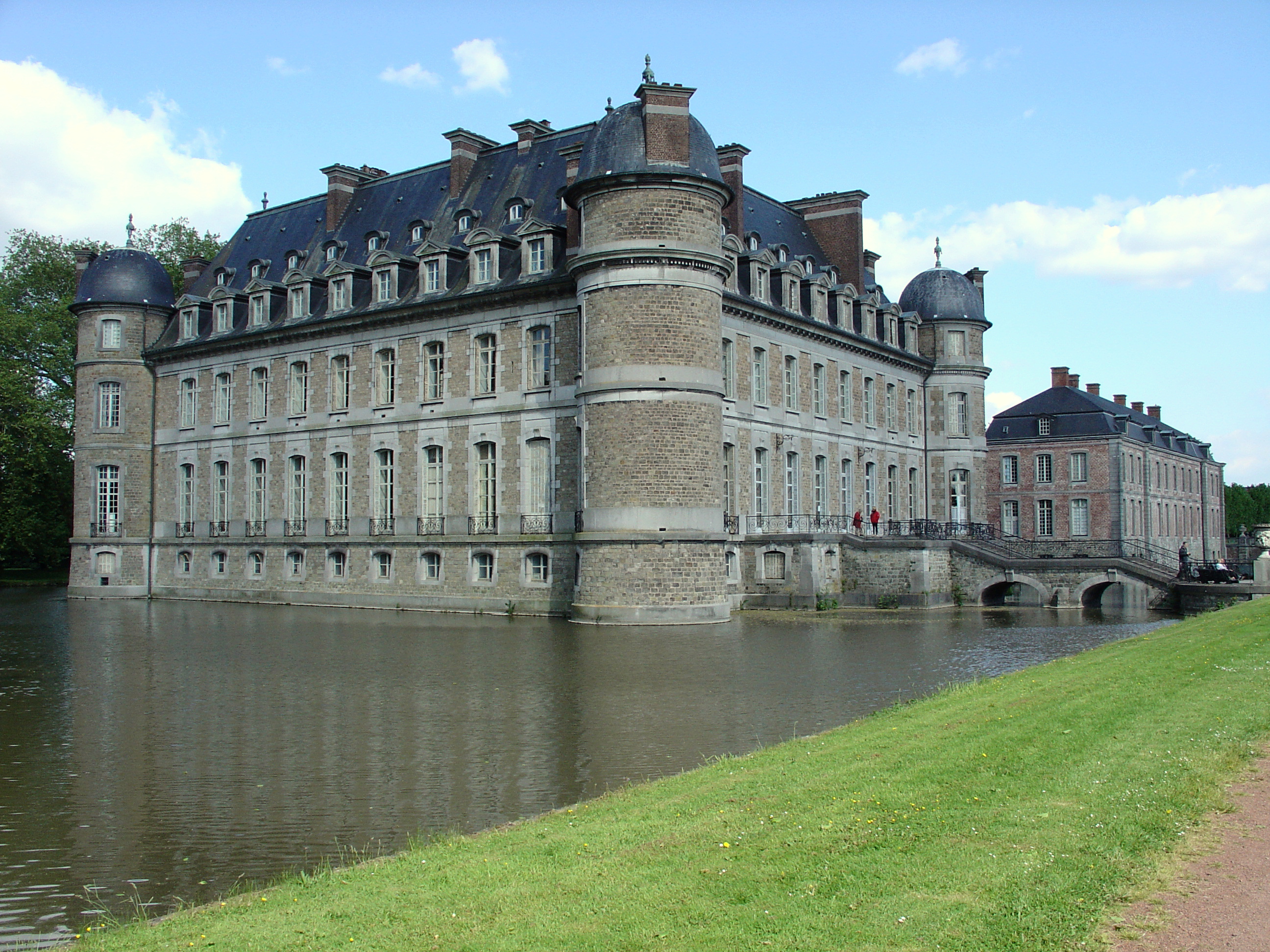
Château de Beloeil
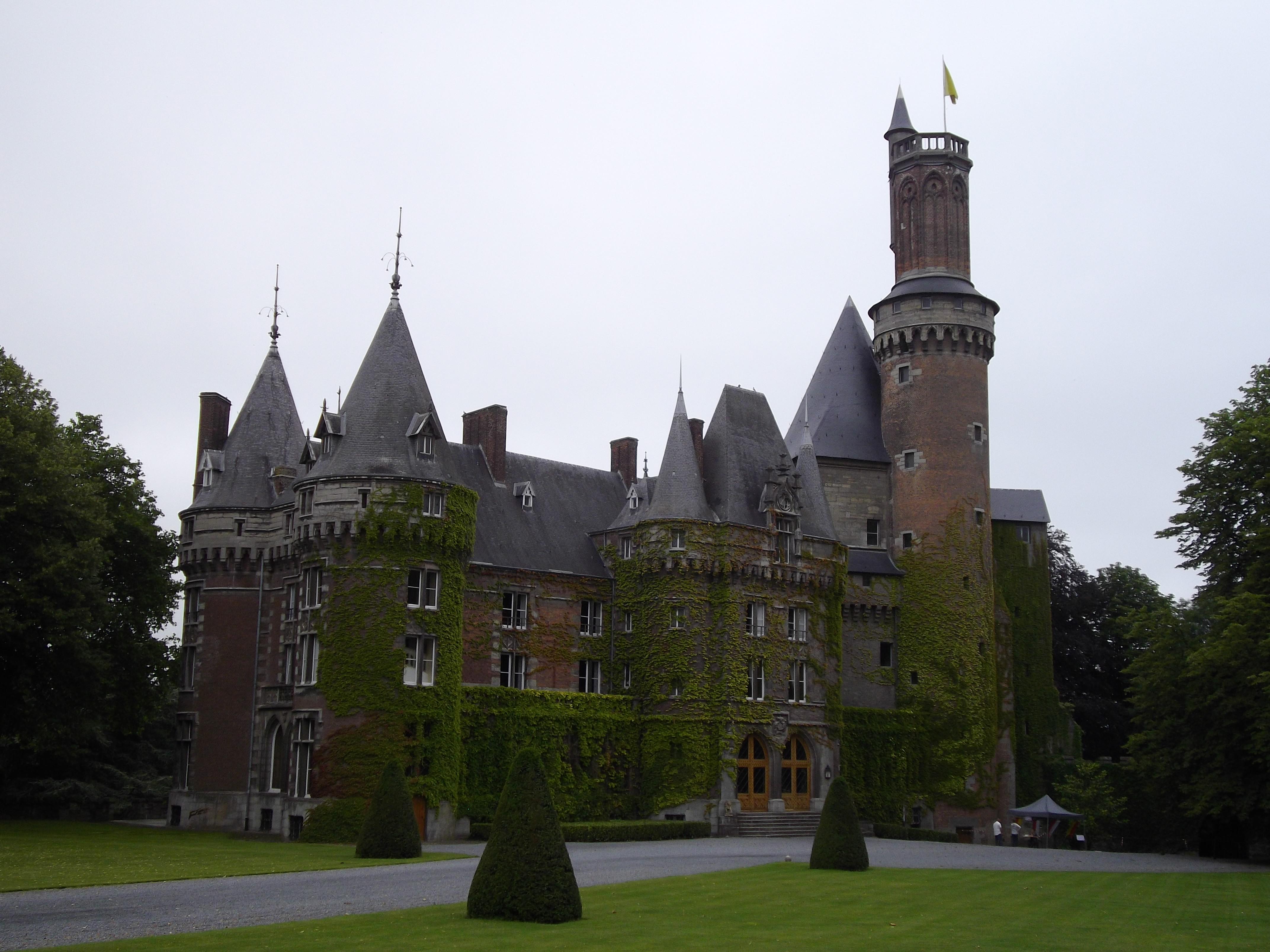
Château d'Antoing